# Sarrasani

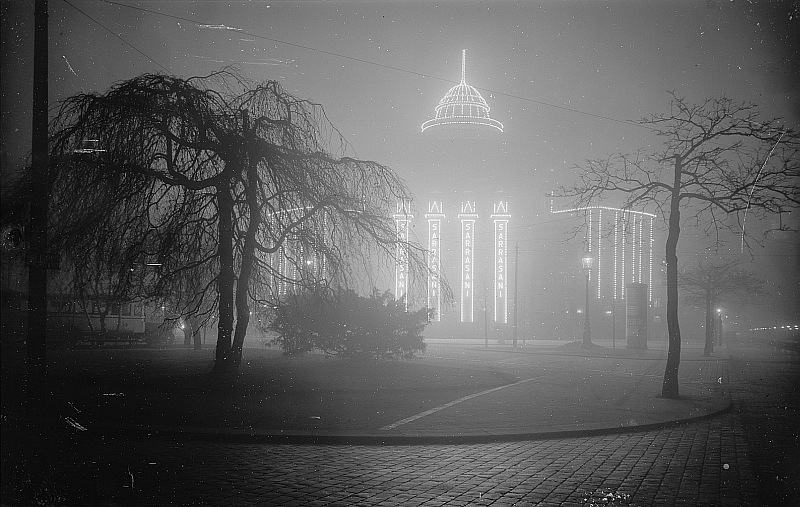
Het circusgebouw van Sarrasani in Dresden in 1933

Sarrasani is een Duits circusbedrijf. Het bedrijf is in 1902 opgericht door Hans Erdmann Franz Stosch sr., die voor de oprichting al onder de artiestennaam Sarrasani actief was. Het aanvankelijk alleen rondreizende circus bouwde in 1912 een vast circustheater in Dresden, dat plaats bood aan zo'n 10.000 toeschouwers. Dat gebouw is tijdens de Tweede Wereldoorlog net zoals de rest van Dresden verwoest, hetgeen ook in eerste instantie het einde van het circusbedrijf was. In 1956 werd het bedrijf echter in Mannheim heropgericht als reizend circus door Fritz Mey, een schoonzoon van de zoon van de oprichter. In deze hoedanigheid bestaat het nog.
In 1937 kwam Sarrasani in het nieuws in Nederland door het overlijden van hun 108 jaar oude olifant Jenny in Den Haag.  Tussen 1980 en 2000 kreeg dit verhaal een vervolg door de zoektocht naar het skelet in Den Haag.
De coffeeshop Sarasani in Utrecht is naar dit circus vernoemd.

Gustav Grade, 2e van links, met een groep Lakota-Indianen uit de Verenigde Staten op tournee met Circus Sarrasani, 1931-1932.

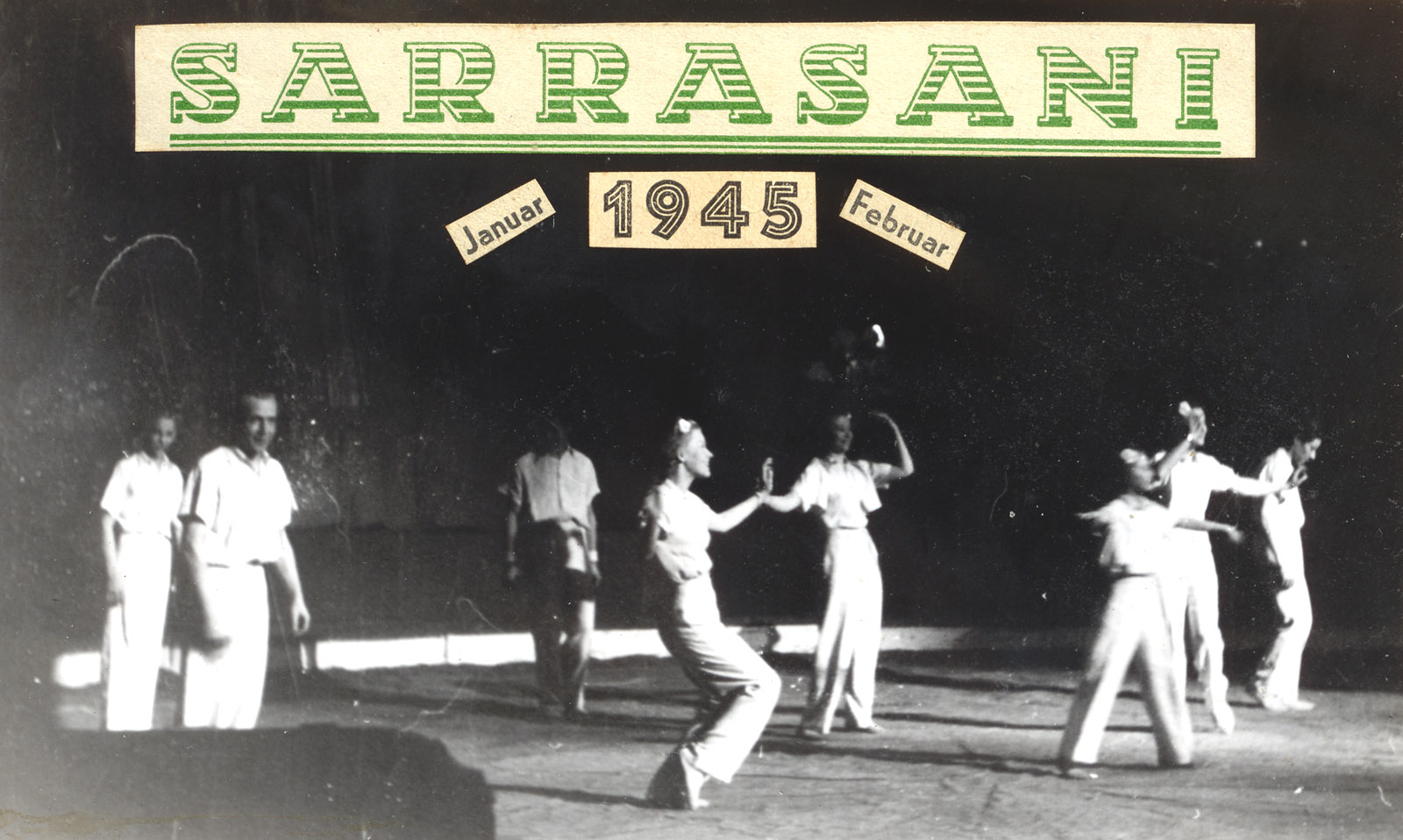
Een optreden van de Bob Gerry Troupe in het Circus Sarrasani in Dresden in januari 1945

## Trivia
- Het lied 'Het hondje van Dirkie', bekend van Wim Sonneveld (en geschreven door Louis Davids), bevat een regel "Ja zei moeder, ga d'r mee naar Sarrasani", als sneer over een hond die netjes afgericht lijkt.
- Het eerste baantje van televisiepresentator Robert ten Brink was (twee maanden lang toen hij zeventien was) spreekstalmeester bij circus Sarrasani.